# Station Przełęk
Station Przełęk is een spoorwegstation in de Poolse plaats Przełęk.